# Распределительный щит

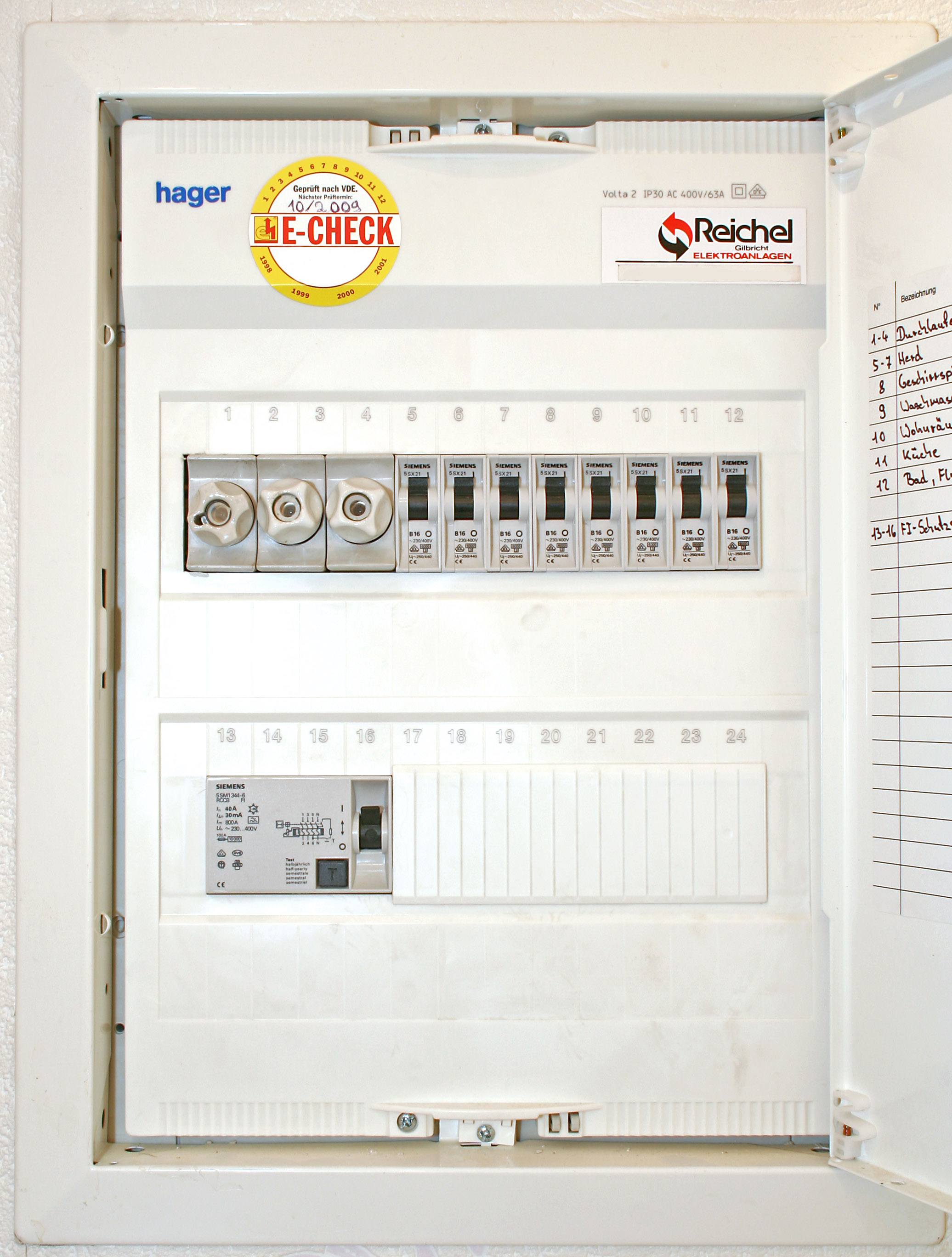
Пластиковый электрический щиток с различной аппаратурой модульного исполнения.

Распределительный щит — комплектное устройство, предназначенное для приема и распределения электрической энергии при напряжении менее 1000 В одно- и трехфазного переменного тока частотой 50—60 Гц, нечастого включения и отключения линий групповых цепей, а также для их защиты при перегрузках и коротких замыканиях.
Применяется в осветительных и силовых установках производственных, общественных, административных и других подобных зданий. Должно соответствовать требованиям ГОСТ 51321, ГОСТ 32397-2013 (ранее ГОСТ Р 51778-2001 - отменён). Содержит различную коммутационную, защитную и показывающую аппаратуру. Соединяется с одной или более внешними отходящими электрическими цепями, питается от одной или более входящих цепей, имеет присоединения нейтральных и защитных проводников.

## Термины и определения
7.1.4. Главный распределительный щит (ГРЩ) — распределительный щит, через который снабжается электроэнергией все здание или его обособленная часть. Роль ГРЩ может выполнять ВРУ или щит низкого напряжения подстанции.

7.1.6. Групповой щиток — устройство, в котором установлены аппараты защиты и коммутационные аппараты (или только аппараты защиты) для отдельных групп светильников, штепсельных розеток и стационарных электроприемников.

7.1.7. Квартирный щиток — групповой щиток, установленный в квартире и предназначенный для присоединения сети, питающей светильники, штепсельные розетки и стационарные электроприемники квартиры.

7.1.8. Этажный распределительный щиток — щиток, установленный на этажах жилых домов и предназначенный для питания квартир или квартирных щитков.

7.1.9. Электрощитовое помещение — помещение, доступное только для обслуживающего квалифицированного персонала, в котором устанавливаются ВУ, ВРУ, ГРЩ и другие распределительные устройства.

7.1.11. Распределительная сеть — сеть от ВУ, ВРУ, ГРЩ до распределительных пунктов и щитков.

7.1.12. Групповая сеть — сеть от щитков и распределительных пунктов до светильников, штепсельных розеток и других электроприемников.

Правила устройства электроустановок (ПУЭ) Глава 7.1. Электроустановки жилых, общественных, административных и бытовых зданий

## Содержимое
Как правило, внутри щитка размещается минимум аппаратуры, относящийся к индивидуальной квартире или совокупности квартир, определяемых на этаже лестничной площадкой, соединяемых с квартирой групповой сетью:
- вводный выключатель нагрузки;
- счётчик электроэнергии;
- одно или несколько УЗО;
- различные коммутационные элементы: шины, клеммы и т. п.;
- смонтированные предохранители, автоматические выключатели и прочие аппараты защиты и управления;
- дополнительно, в отдельных отсеках, могут размещаться элементы слаботочных (не силовых) электрических сетей, например кабельного телевидения или ЛВС.

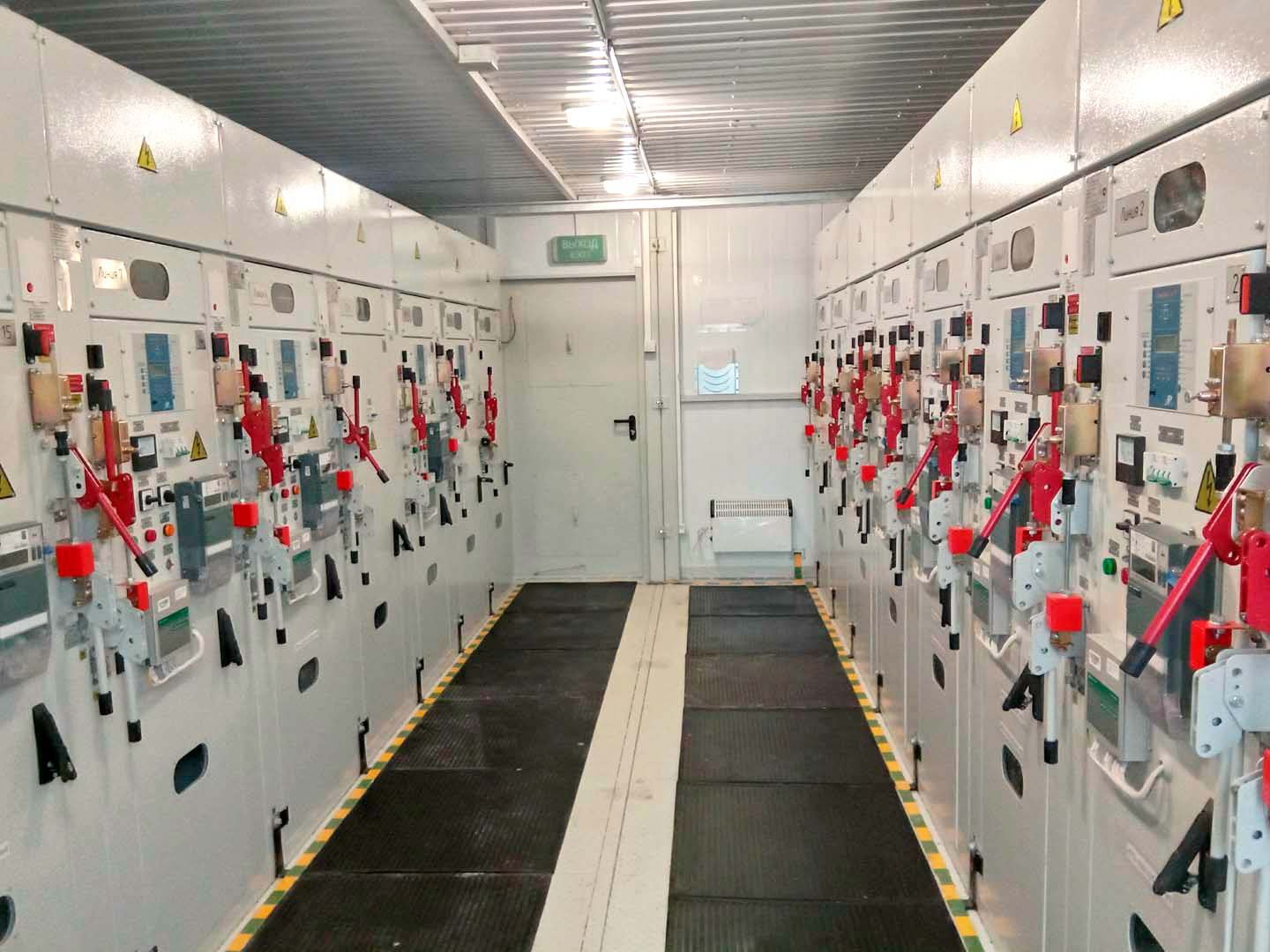
Электрощитовое оборудование внутри КРУН (комплектное распределительное устройство наружного типа)

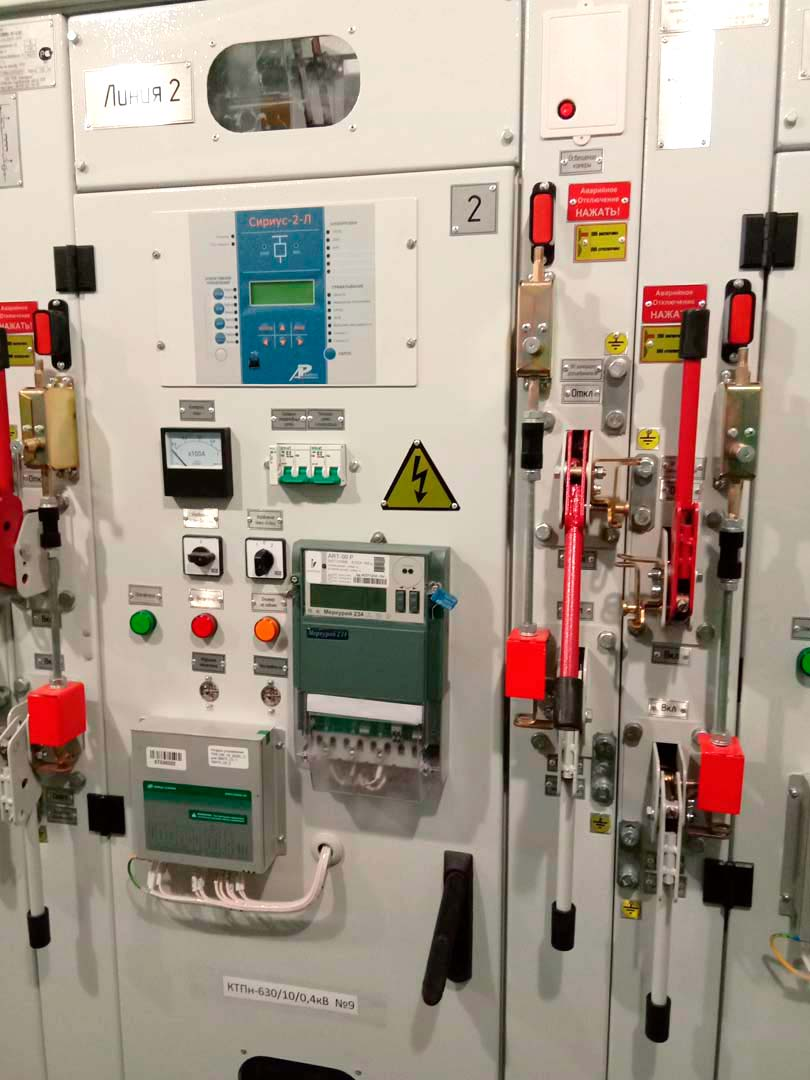
Секция электрощитового оборудования

Электрощитовое оборудование — это класс комплектных электротехнических устройств, смонтированных на единой конструктивной основе (шкаф, короб, щит) со всеми внутренними комплектующими, электрическими и механическими соединениями, предназначенными для распределения и управления электроснабжением, измерения его параметров, сигнализации о событиях внутри сети, защиты от перегрузок с целью обеспечения безопасности, экономичности и бесперебойности электрического питания сети или объекта электроснабжения.
Этот класс устройств описан в ГОСТ Р 51321.1-2007 (МЭК 60439-1:2004), где ему дается другое наименование -"низковольтные комплектные устройства (НКУ)". Термин "электрощитовое оборудование" является общеупотребительным синонимом НКУ, технические требования к которым регламентируются этим ГОСТом.
Главным основанием для классификации электрощитового оборудования является назначение устройства. По этому основанию выделяют следующие типы устройств:
- ГРЩ - главный распределительный щит
- ГЗШ - главная заземляющая шина
- ИКВНУ - инвентарная камера высоковольтная наружной установки
- ЯТП - ящики с понижающим трансформатором
- КИПиА - шкаф контрольно-измерительных приборов и автоматики
- КРУ - комплексное распределительное устройство
- КТПН - комплектная трансформаторная подстанция наружной установки
- ОЩВ и УОЩВ - щиты осветительные серии
- ПР - пункт распределительный
- ЩЭ - щит этажный
- ЩР - щит распределительный
- ШУ - шкаф учёта
- ЩАП (АВР) - щит автоматического переключения на резерв
- ЩО - Щит одностороннего обслуживания
- ШВУ -шкафное вводно-распределительное устройство
- УЭРМ - устройство этажное распределительное модульного типа
- ВРШНО - вводно-распределительный шкаф наружного освещения
- ВРУ - вводно-распределительное устройство
- ЯБПВ, ЯБПВУ - ящики с рубильниками

## Варианты исполнения

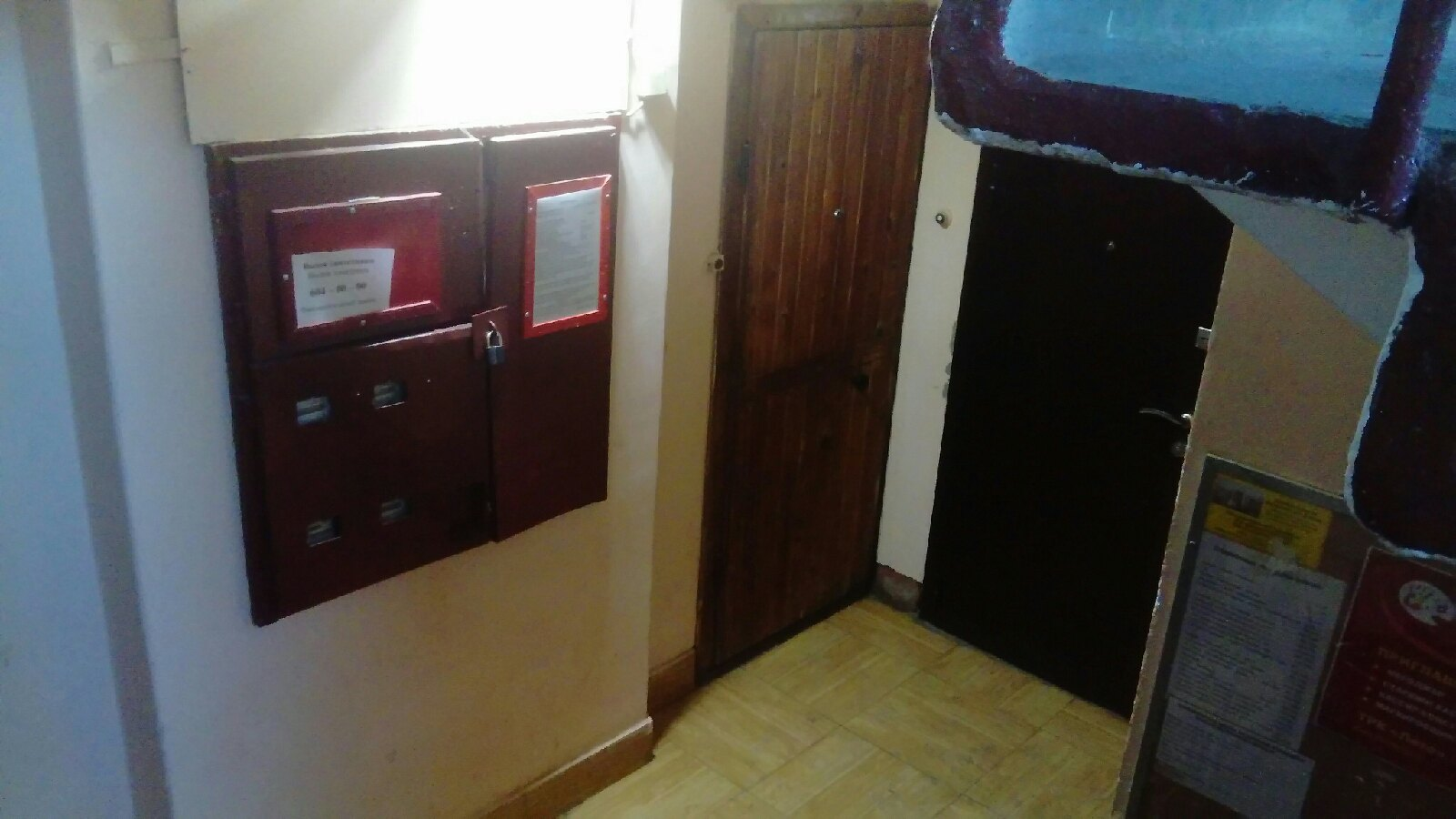
Распределительный щит на лестничной площадке многоэтажного дома в Санкт-Петербурге

Электрические щиты могут собираться какой-либо фирмой-изготовителем (комплектными) по типовым или индивидуальным схемам и устанавливаться на месте уже готовыми (так обычно выполняются вводно-распределительные устройства), или собираться монтажниками на месте установки (так обычно выполняются групповые распределительные щиты). Для сборки электрических щитов используются металлические или пластиковые корпуса. Корпуса выпускаются промышленностью как готовыми, определенных серий, так и в виде различных деталей для сборки корпуса индивидуальной конструкции.
Готовые корпуса можно разделить на корпуса (щиты) с монтажной панелью и модульные корпуса (щиты).

### Модульный щит
В большинстве групповых распределительных щитов используются готовые модульные корпуса. 

Модульные щиты имеют небольшие или средние размеры. При установке вне специальных помещений позволяют сохранить эстетику интерьера. Предназначены для установки специально предназначенной для таких щитов аппаратуры небольших размеров (модульной аппаратуры). Для её монтажа на задней стенке (дне) модульного щита устанавливается один либо несколько металлических профилей определенного размера и формы — DIN-рейка. После установки аппаратуры и выполнения в щите электрических соединений поверх в щите устанавливается металлическая или пластиковая панель, скрывающая клеммы приборов, провода и DIN-рейку и защищающая от прикосновения к токоведущим частям. В панели выполнены прорези, обеспечивающие видимость приборов и доступ к их элементам управления. Незанятую приборами часть прорези закрывают пластиковыми заглушками (фальш-панелями).

### Щит (шкаф) с монтажной панелью
Предназначены для установки любого подходящего по габаритам оборудования при помощи резьбовых соединений на монтажную панель — жесткий металлический лист, в котором выполняются нужные отверстия, или же снабженный отверстиями изначально.
В корпусе индивидуальной сборки можно разместить одновременно и модульную часть, и монтажную панель.

## Доступность
1.1.34. В жилых, общественных и других помещениях устройства для ограждения и закрытия токоведущих частей должны быть сплошные; в помещениях, доступных только для квалифицированного персонала, эти устройства могут быть сплошные, — сетчатые или дырчатые.
Ограждающие и закрывающие устройства должны быть выполнены так, чтобы снимать или открывать их можно было только при помощи ключей или инструментов.

1.1.35. Все ограждающие и закрывающие устройства должны обладать требуемой (в зависимости от местных условий) механической прочностью. При напряжении выше 1 кВ толщина металлических ограждающих и закрывающих устройств должна быть не менее 1 мм. 

Правила устройства электроустановок (ПУЭ)

В некоторых случаях возникает необходимость ограничения доступа к определенной аппаратуре, установленной в щитке например, к счётчику электроэнергии. В таких случаях используют специальные устройства блокировки, замки, открыть которые могут только рабочий персонал обслуживающего предприятия имеющие специальный ключ, а также специальные пломбы.

## Техника безопасности
- В случае проведения регламентных работ по обслуживанию щитка они выполняются уполномоченным квалифицированным обслуживающим персоналом — специально подготовленными работниками, прошедшими проверку знаний в объеме, обязательном для данной работы (должности), и имеющими группу по электробезопасности, предусмотренную действующими правилами охраны труда при эксплуатации электроустановок.
- Аварийно-восстановительные работы выполняются исключительно выездной оперативной  бригадой.